# ماك غيدز
ماك غيدز (بالإنجليزية: Mac Geddes)‏ هو لاعب اتحاد الرغبي نيوزيلندي، ولد في 21 أبريل 1893 في أوكلاند في نيوزيلندا، وتوفي في 1 يوليو 1950.